# Teatro Benito Juárez
El Teatro Benito Juárez es un inmueble que está ubicado en la colonia Cuauhtémoc de la Ciudad de México. El recinto se encuentra rodeado de espacios recreativos como el Museo Experimental El Eco, el jardín del arte y esculturas como el Monumento a la Madre.

## Historia
El recinto fue inaugurado el 1 de enero de 1984. El teatro desde 2002 forma parte de la Secretaría de Cultura de la Ciudad de México.

### Reinauguración
La propuesta de reinauguración se dio el 14 de diciembre de 2005 con la propuesta Astrid Hadad y su Heavy Nopal, en el que se realizó una develación de placa por parte de la Dra. Raquel Sosa Elizaga, Secretaría de Cultura del anterior Gobierno del Distrito Federal y la actriz María Rojo, Presidenta de la Comisión de Cultura de la ALDF.

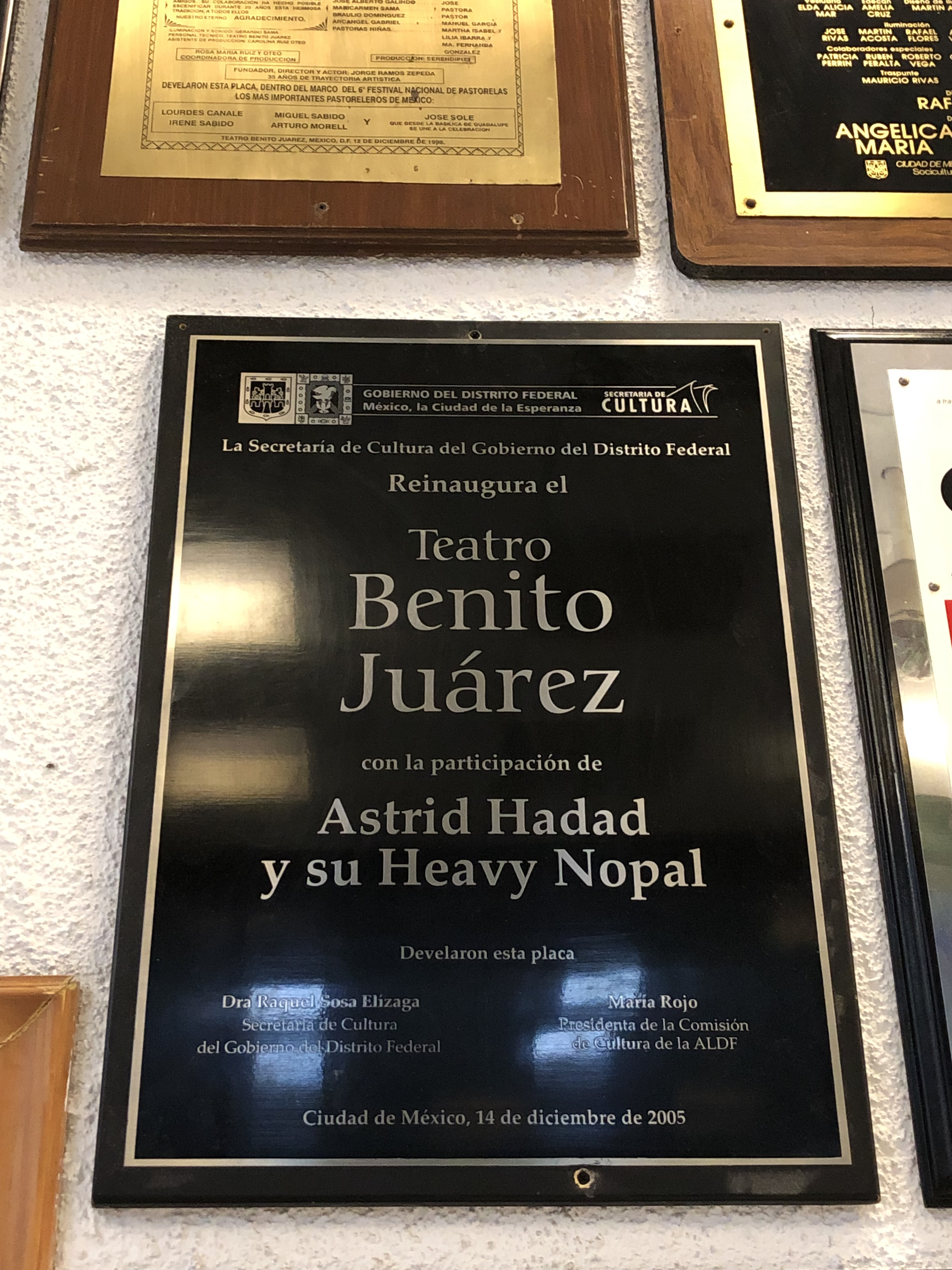
Placa conmemorativa de la reinauguración del Teatro Benito Juárez

## Propuestas escénicas
Actualmente el Teatro Benito Juárez se distingue por ser un espacio escénico que abre sus puertas a propuestas contemporáneas teatrales, musicales, multidisciplinarias y dancísticas.

### Colaboradores y creadores escénicos
- Ricardo Blume
- Daniel Veronese
- Cecilia Lugo
- Farnesio de Bernal
- Ana Ofelia Murguía
- Boris Schoemann
- Marionetas de la Esquina
- Interflamenca
- Contempodanza
- Compañía Nacional de Teatro
- Teatro Ciego
- La Máquina de Teatro